# إد كوغلين
إد كوغلين (بالإنجليزية: Ed Coughlin)‏ هو لاعب كرة قاعدة أمريكي، ولد في 5 أغسطس 1861 في هارتفورد في الولايات المتحدة، وتوفي بنفس المكان في 25 ديسمبر 1952.

## وصلات خارجية
- إد كوغلين على موقعبيزبول رفرنس.كوم (الدوري الرئيسي) (الإنجليزية)
- إد كوغلين على موقعبيزبول رفرنس.كوم (الدوري الثانوي) (الإنجليزية)